# William Duesbury
William Duesbury est un émailleur et entrepreneur britannique du XVIIIe siècle, fondateur de la société Royal Crown Derby et propriétaire de manufactures de porcelaine à Bow, Chelsea, Derby et Longton Hall.

## Biographie

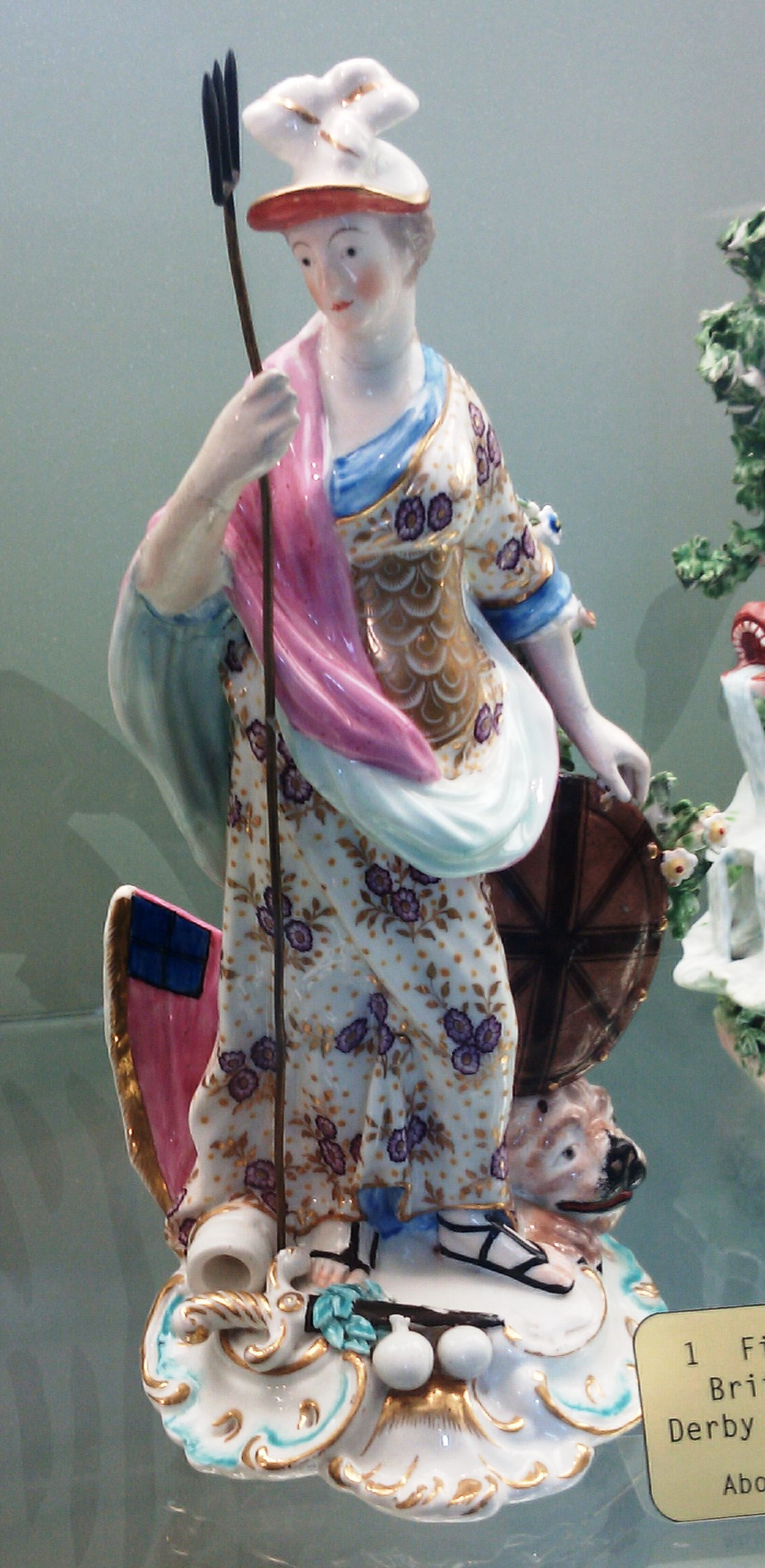
Brittania, figurine de 1780, aujourd'hui au musée de Derby.

Duesbury est né le 7 septembre 1725. Vers 1742, il travaillait comme émailleur à Londres, où il resta jusqu'en 1753. Par la suite, de 1754 à 1755, il vécut et travailla à Longton Hall, où son père habitait. En 1756, après avoir accumulé quelque argent et s'être familiarisé avec les principaux fabricants de porcelaine et leurs productions, il décida de fonder une manufacture de porcelaine à Derby, sur Nottingham Road. Dans ce projet, il s'appuya sur le soutien financier de John et Christopher Heath, des banquiers du lieu, et l'expertise d'André Planché, un potier qui habitait la ville. Plus tard, les Heath ayant fait défaut, il reprit l'affaire seul. Il mourut en novembre 1786. Lui succéda son fils, William Duesbury II.